# São Martinho (Funchal)
São Martinho ist eine portugiesische Gemeinde (Freguesia) im Kreis Funchal. In ihr leben 26.929 Einwohner (Stand 19. April 2021). Damit ist es nach Einwohnern gemessen die größte Gemeinde Funchals. 